# Sigvald Moa

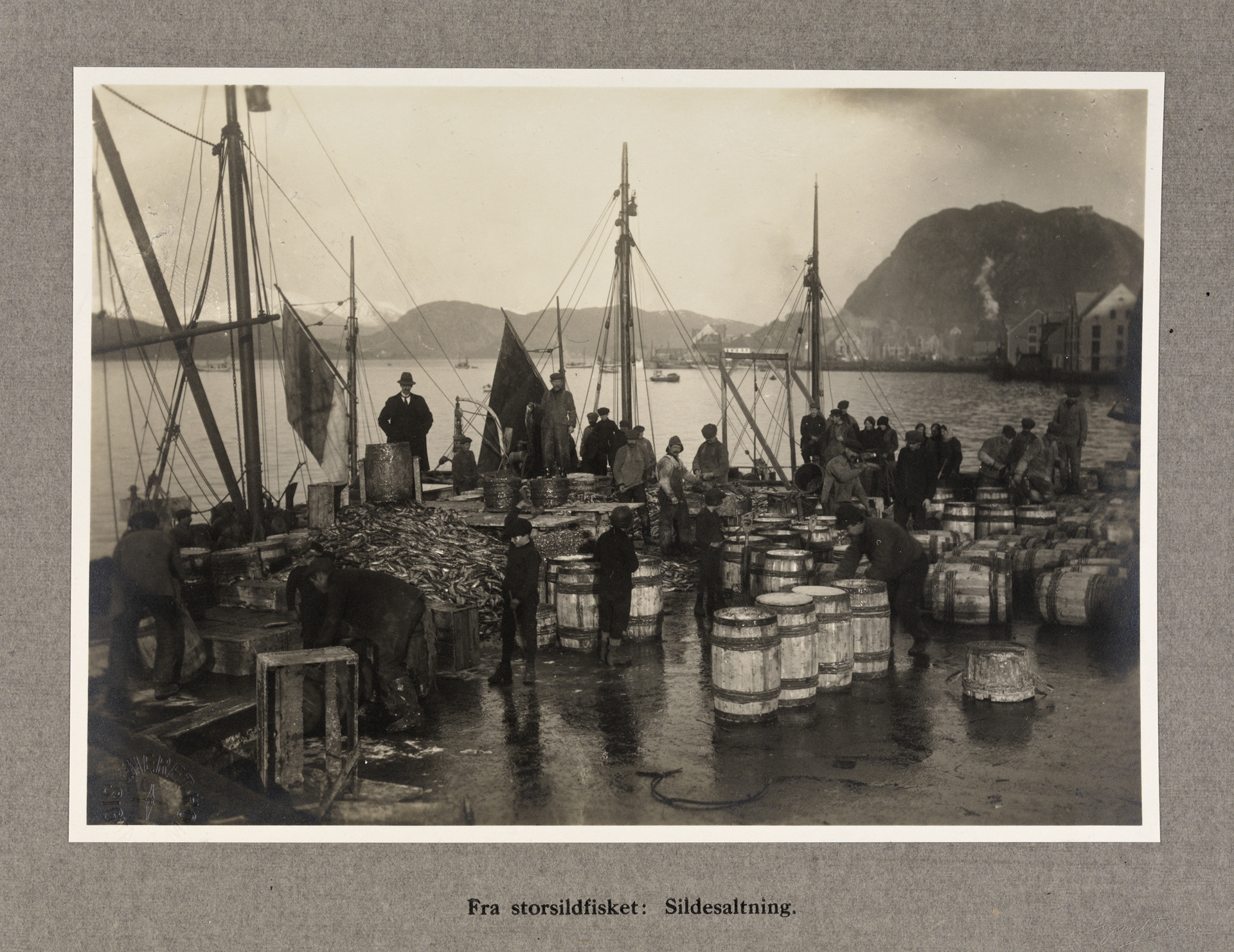
Sildesalting, září 1920

Sigvald Moa (1879, Ålesund – 2. srpna 1938) byl norský fotograf.

## Životopis
Etabloval se v Ålesundu, rok po velkém požáru v roce 1904. Ve stejné době působili v Ålesundu fotografové John Sponland a Enoch O. Simonnæs, od kterého se učil řemeslo.
Archiv jeho fotografií je digitalizován pomocí FylkesFOTOarkivet i Møre og Romsdal.

## Galerie

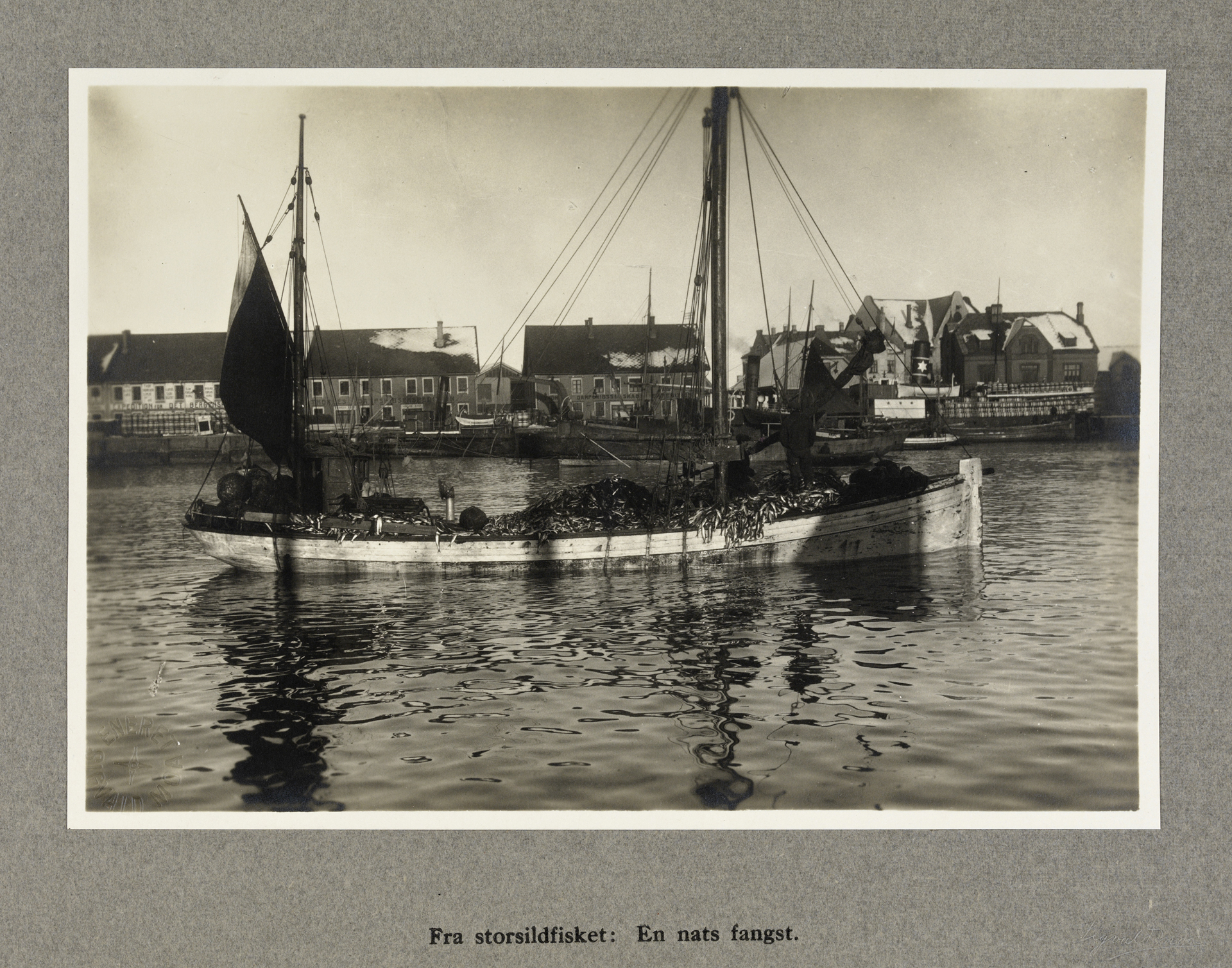
Fra storsildfisket En nats fangst, 1920
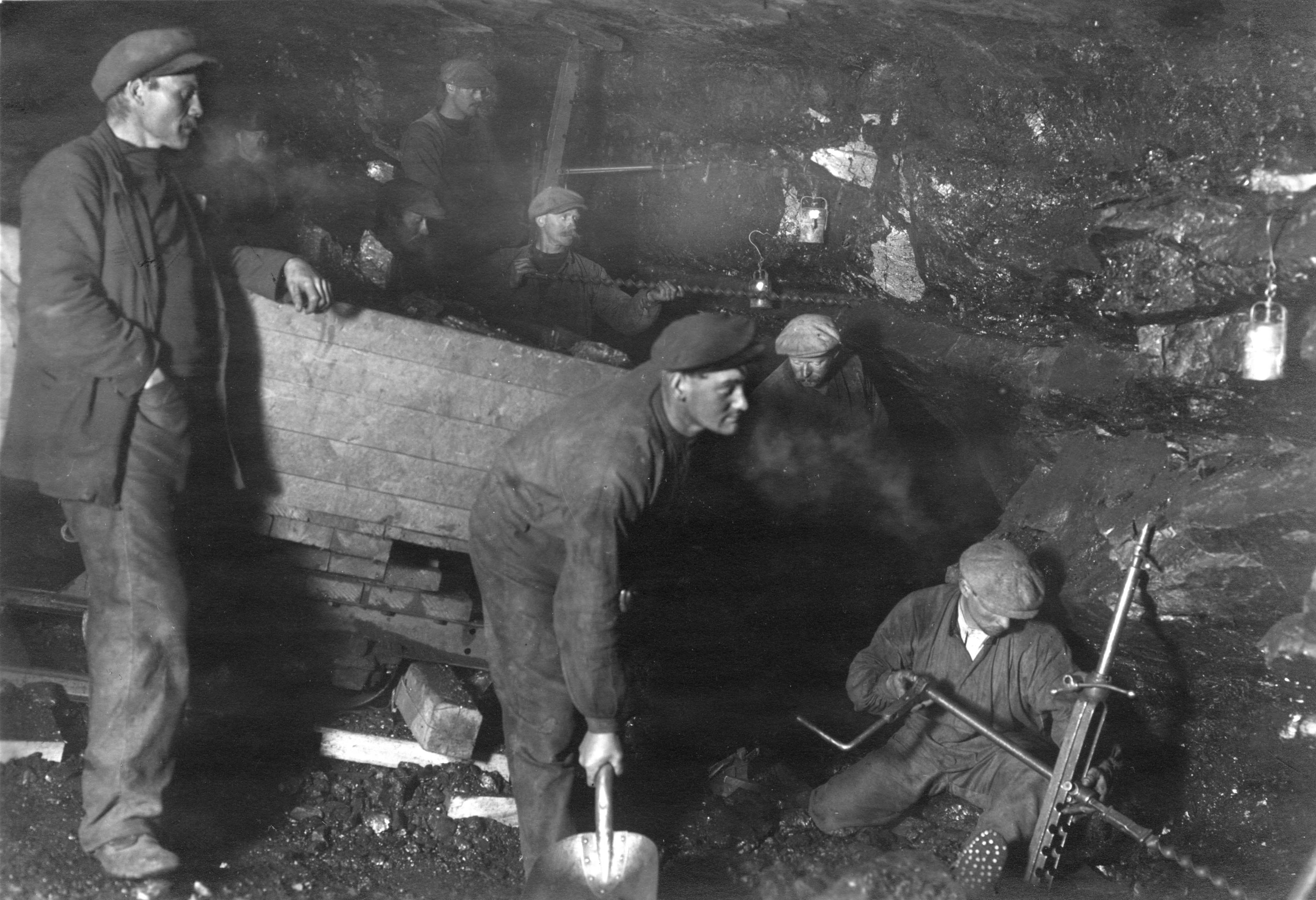
Kings Bay Kull Compani
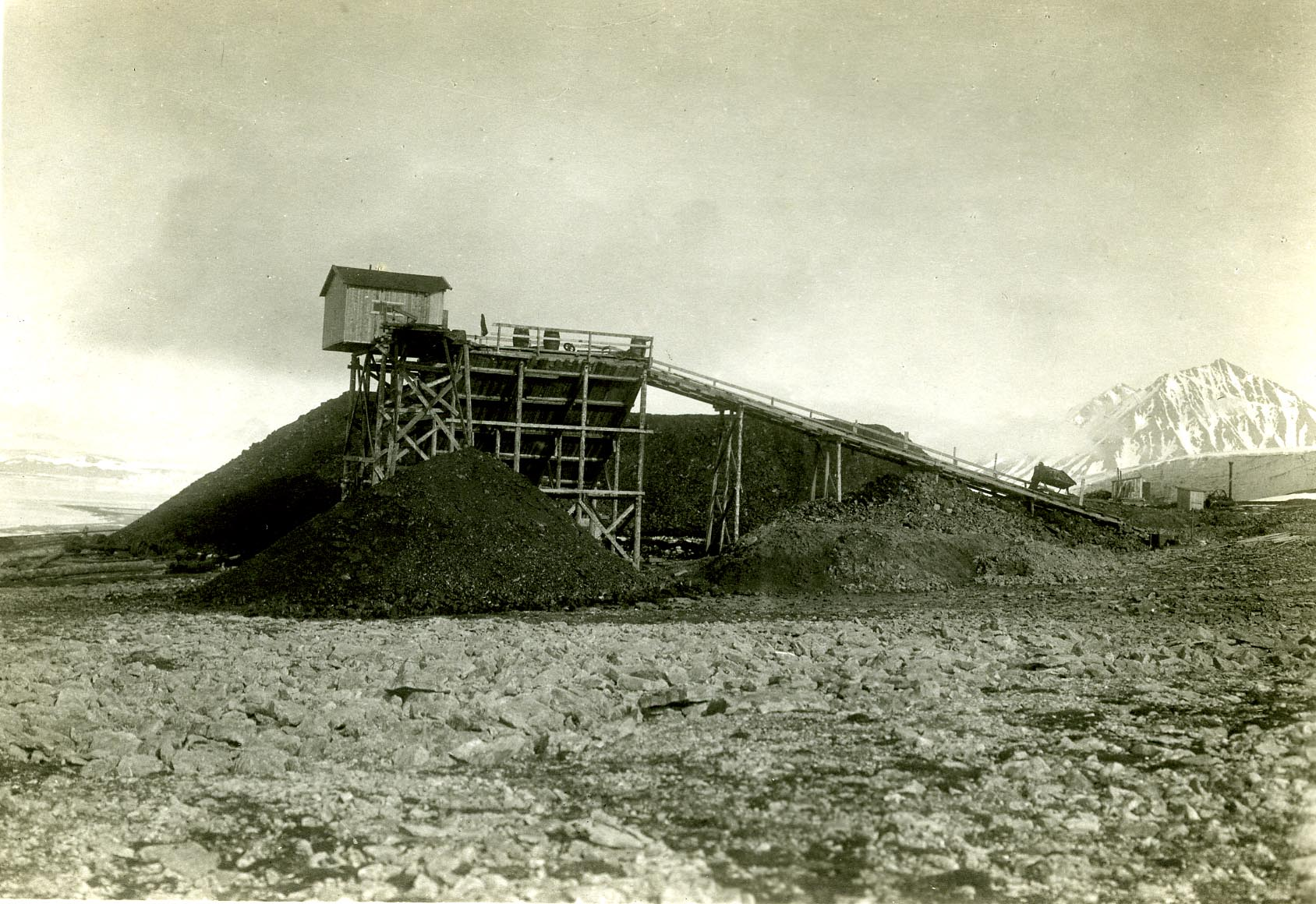
Kings Bay Kull Compani
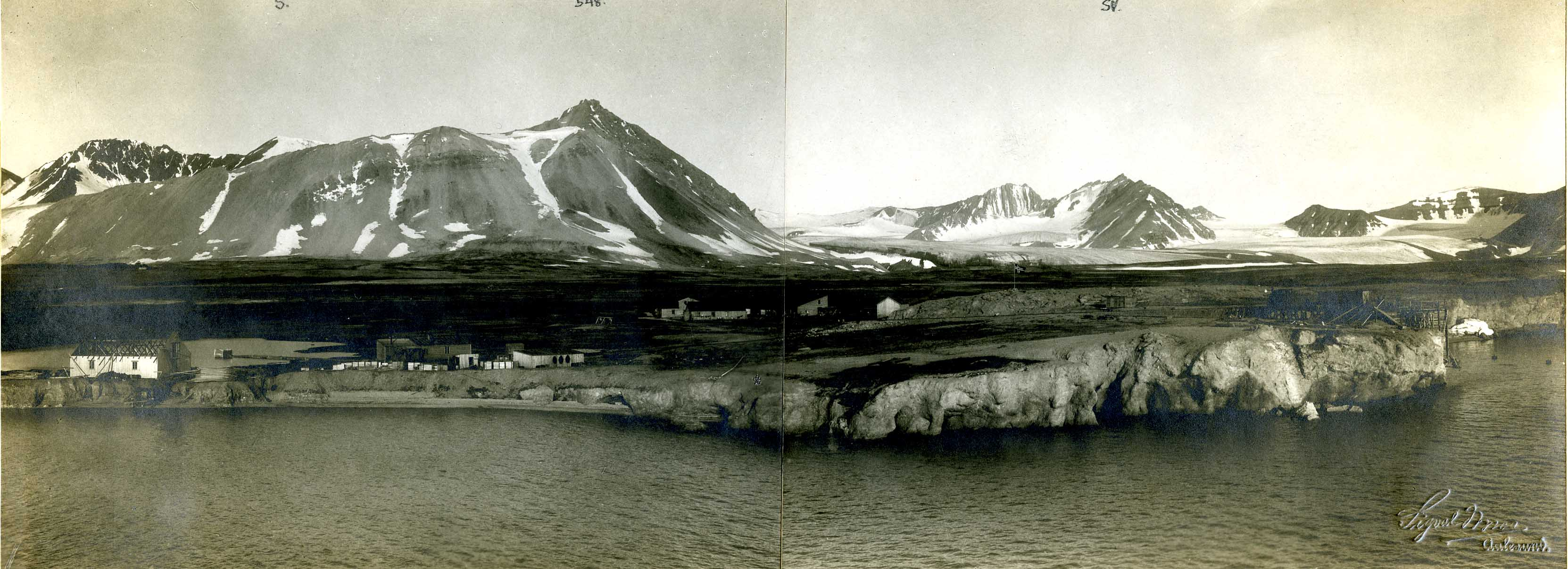
Kings Bay Kull Compani
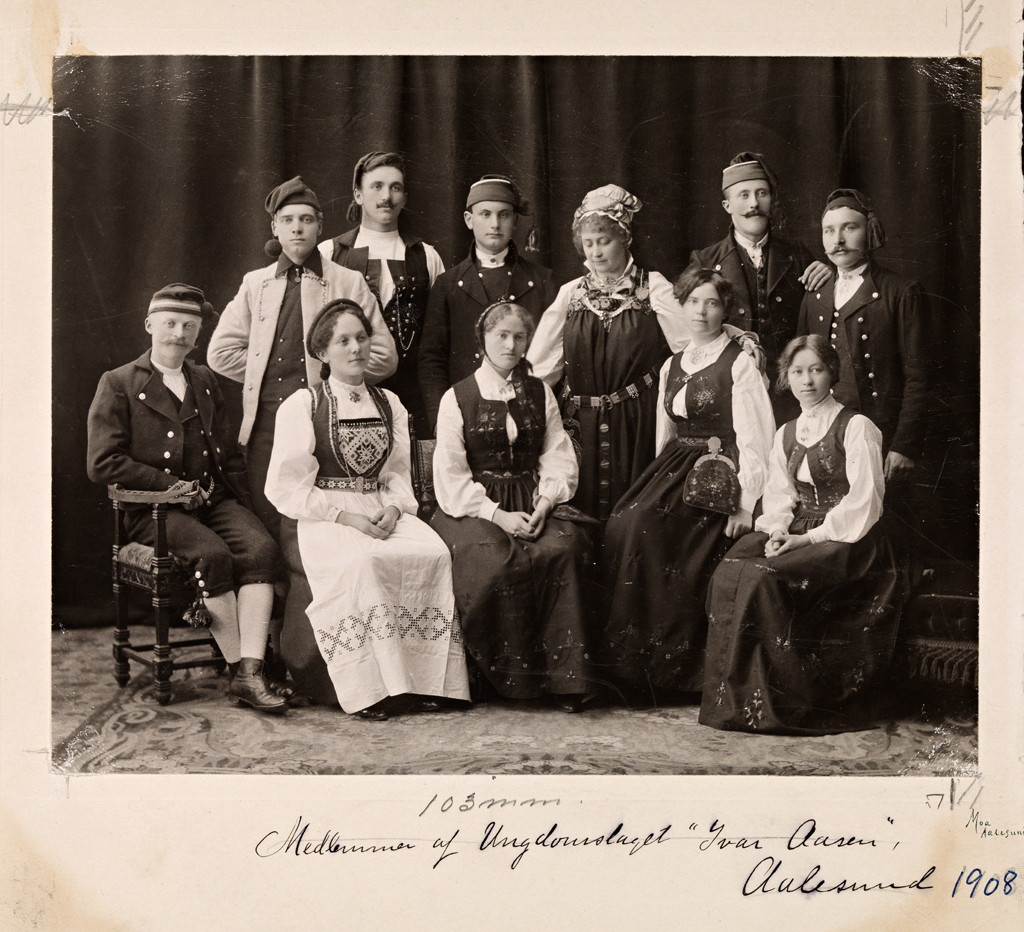
Medlemmer af Ungdomslaget "Ivar Aasen", Aalesund 1908
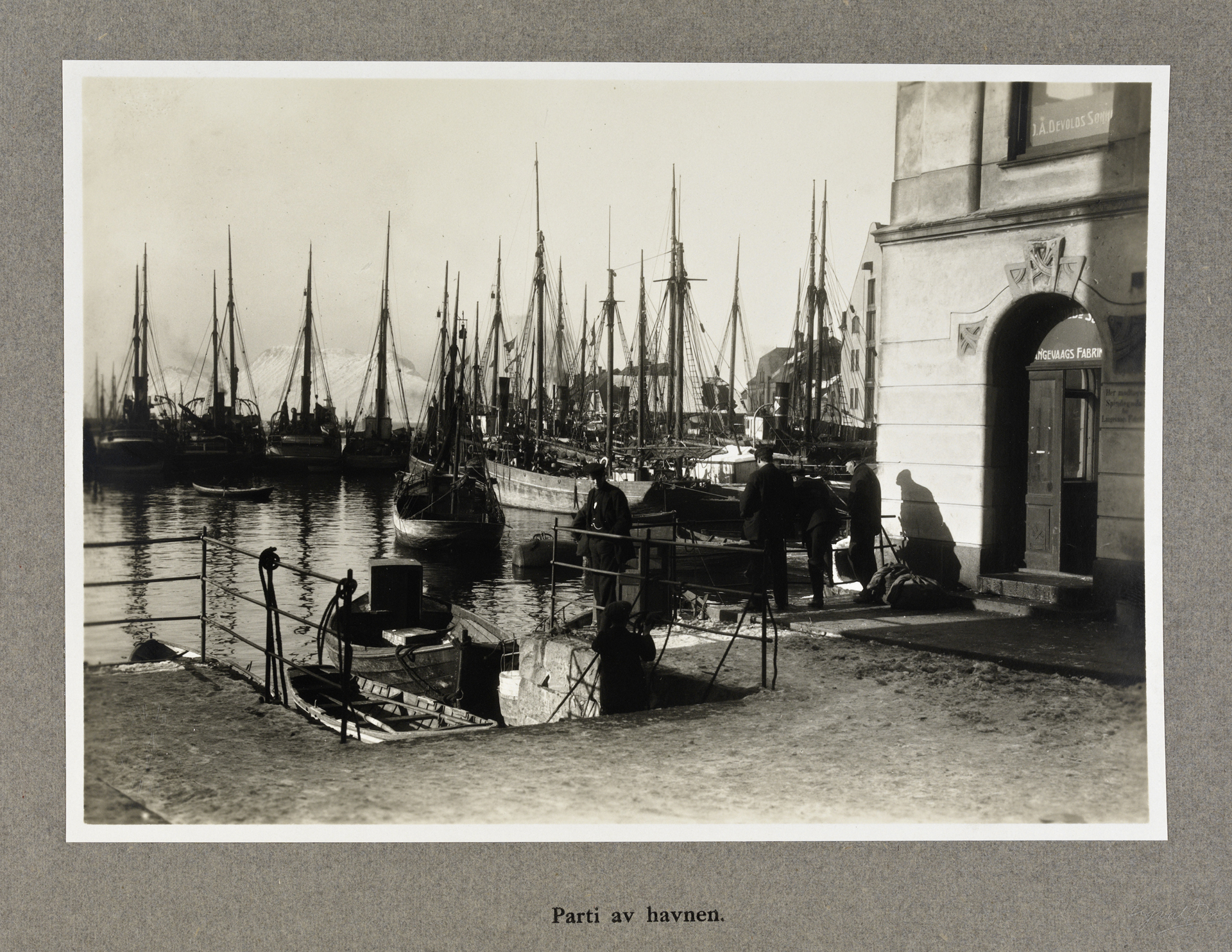
Parti av havnen, 1920
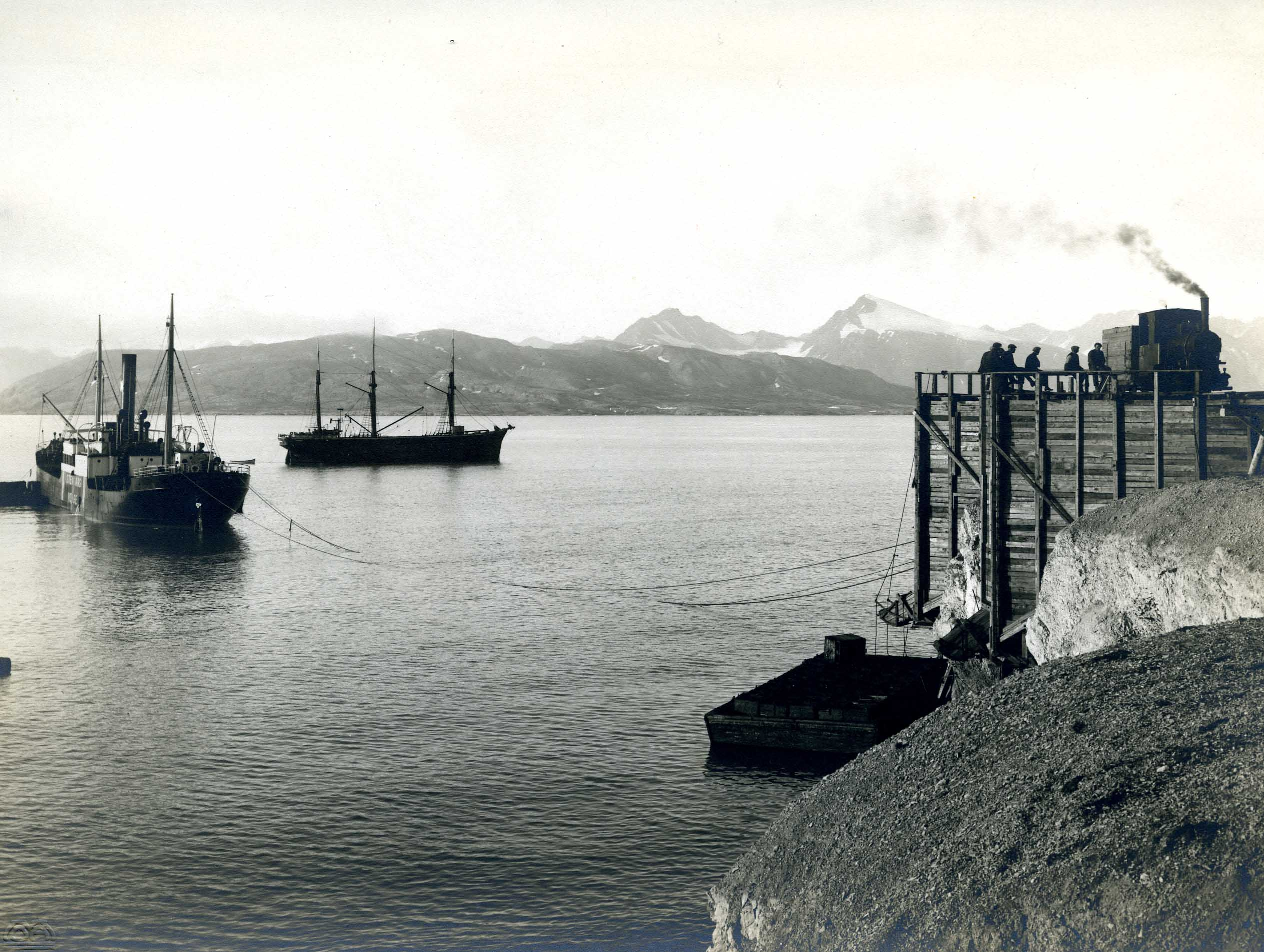
Kings Bay Kull Compani
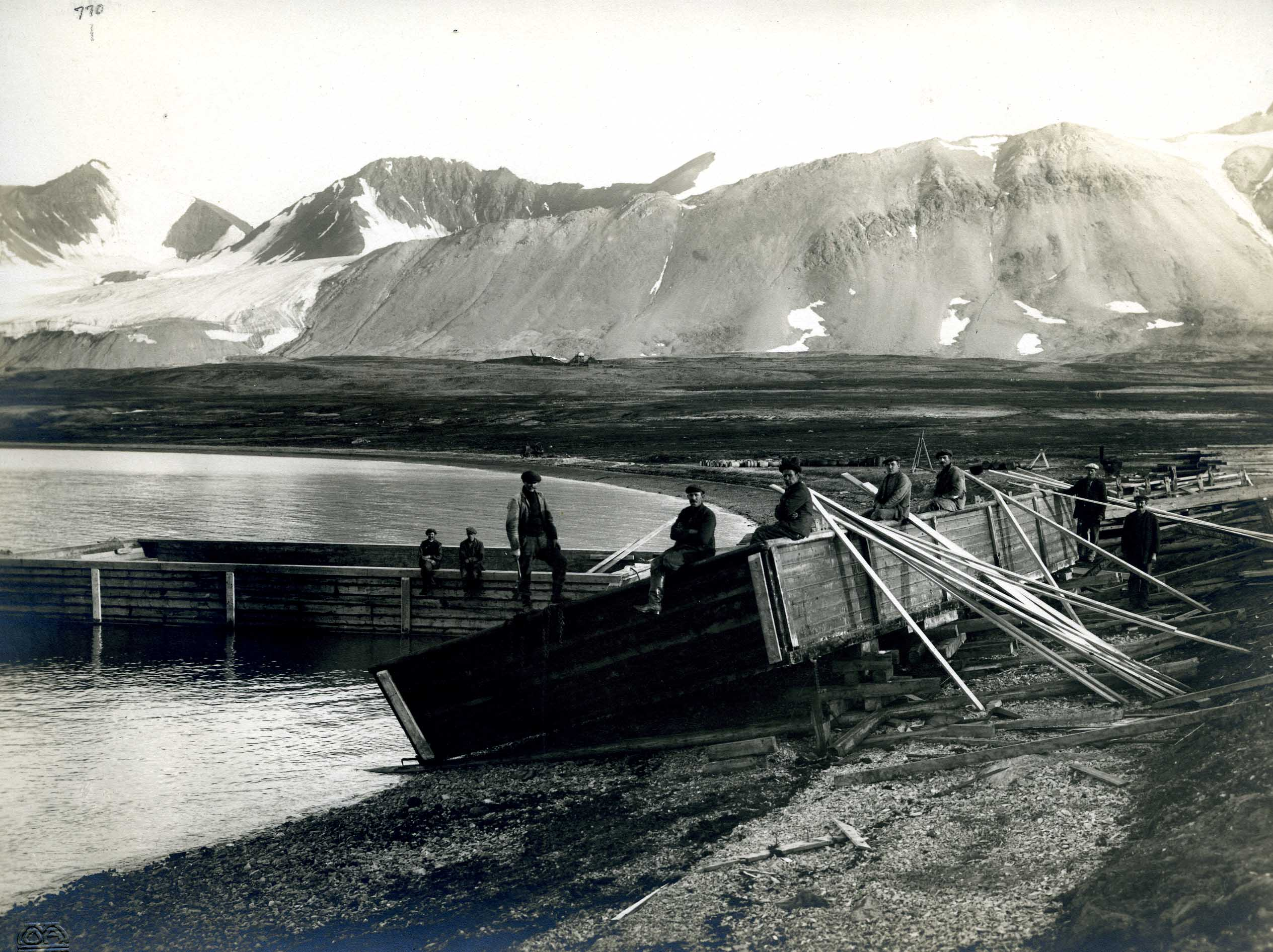
Kings Bay Kull Compani
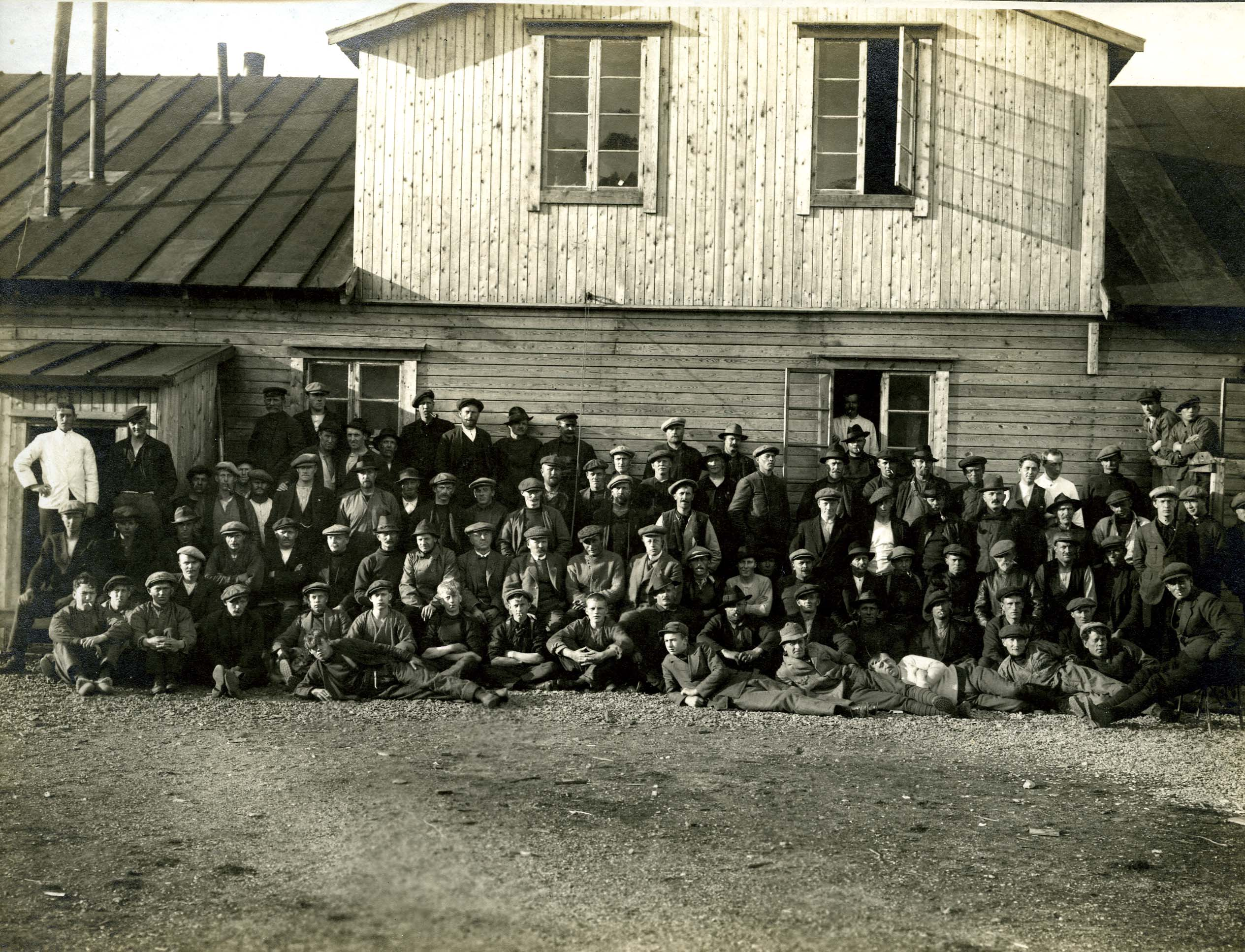
Kings Bay Kull Compani